# سید ویلسون
سیدنی جورج "سید" ویلسون (زاده ۱۵ مارس ۱۹۷۸) یک نوازنده موسیقی آمریکایی است. او یکی از اعضای گروه برنده جایزه گرمی، اسلیپ نات است و در این گروه به نوازندگی ترن‌تیبل می‌پردازد. او در گروه اسلیپ نات به شماره 0 معروف است . او خواننده و تولید کننده موسیقی هیپ هاپ نیز هست.